# Parafia św. Wojciecha Biskupa i Męczennika w Domasławiu
Parafia św. Wojciecha Biskupa i Męczennika w Domasławiu – znajduje się w dekanacie Wrocław Krzyki w archidiecezji wrocławskiej. Erygowana w 2006 roku.
Obsługiwana przez księży archidiecezjalnych. Jej proboszczem jest Ks. mgr lic. Artur Miazga wicedziekan.

## Parafialne księgi metrykalne
| Księgi metrykalne | Okres ewidencji |
| ----------------- | --------------- |
| chrztów           | 26.06.2006 -    |
| ślubów            | 26.06.2006 -    |
| zgonów            | 26.06.2006 -    |